# 7602 Yidaeam
7602 Yidaeam este un asteroid din centura principală de asteroizi.

## Descriere
7602 Yidaeam este un asteroid din centura principală de asteroizi. A fost descoperit pe 31 decembrie 1994 la Oizumi de Takao Kobayashi. El prezintă o orbită caracterizată de o semiaxă mare de 3,04 ua, o excentricitate de 0,07 și o înclinație de 9,8° în raport cu ecliptica.